# Maman Colibri (film, 1937)
Pour les articles homonymes, voir Maman Colibri.
Pour plus de détails, voir Fiche technique et Distribution.
Maman Colibri est un film français réalisé par Jean Dréville, sorti en 1937.

## Synopsis
Irène de Rysbergue, magnifique quinquagénaire est délaissée par son mari, homme d'affaires toujours en voyage. Elle a deux deux garçons : Richard l'aîné et Paul le cadet, qui l'appellent affectueusement "Colibri". Elle tombe éperdument amoureuse de Georges de Chambry, ami de son fils Richard.
Georges part faire son service militaire en Algérie et Irène le suit. Mais peu de temps après son arrivée à Alger, Georges tombe sous le charme d'une jeune et très belle Canadienne et délaisse Irène.

## Fiche technique
- Titre français : Maman Colibri
- Réalisation : Jean Dréville
- Scénario : André Legrand, André-Paul Antoine et Robert-Paul Dagan d'après la pièce de Henry Bataille
- Assistants réalisateurs : Robert-Paul Dagan, Maurice Cam et Maurice Schutz
- Photographie : René Gaveau
- Montage : Raymond Leboursier
- Musique : Marcel Lattès
- Pays d'origine :  France
- Format :  Noir et blanc - 1,37:1 - 35 mm - son mono
- Genre : Comédie dramatique
- Durée : 99 minutes
- Date de sortie : 
  - France - 26 novembre 1937

## Distribution
- Huguette Duflos : Irène de Rysbergue
- Jean-Pierre Aumont : Georges de Chambry
- Jean Worms : Pierre de Rysbergue
- Marcelle Praince : Madame Ledoux
- Denise Bosc : Madeleine Chadeaux
- Nina Myral : Madame de Saint-Puy
- Jean-Henri Chambois : Soubrian
- Jeanne Lion : Madame Chadeaux
- Jean Pâqui : Paul de Rysbergue
- Bernard Lancret : Richard de Rysbergue
- Léon Bary
- Assia Granatouroff : Florence Baron
- Renée Tamary[2].